# För hem och härd
För hem och härd är en svensk dramafilm från 1917 i regi av Georg af Klercker. 

## Om filmen
Filmen premiärvisades 4 oktober 1917 på biograf Victoria i Göteborg. Filmen spelades vid Hasselbladateljén på Otterhällan i Göteborg med exteriörer från Långedrag och Marstrand av Sven Pettersson. Vid visningen av filmen var biljettpriserna kraftigt förhöjda och behållningen gick till kronprinsessans beklädnadsfond.

## Rollista
- Georg af Klercker – Sven, dräng
- Gerda Thomé-Mattsson – Anna, hans fästmö
- Carl Elis Brusewitz – Johan, bonde, far till Anna
- Willy Grebst – Gustafsson, handelsman
- Tollie Zellman – flickan i kryddboden
- samt manskap från Svea artilleriregemente och landstormsmän från västkusten